# Pakunden (Pesantren)
Pakunden is een bestuurslaag in het regentschap Kediri van de provincie Oost-Java, Indonesië. Pakunden telt 6000 inwoners (volkstelling 2010).